# Стерлитамакское медресе
Стерлитама́кское медресе́ — медресе, действовавшее в городе Стерлитамаке Уфимской губернии (ныне в республике Башкортостан).

## История
Медресе было основано в первой половине XIX века при Стерлитамакской соборной мечети на средства местных купцов-мусульман.
Значительный подъём учебно-воспитательного процесса в медресе приходится на пореформенный период и связан с деятельностью мударрисов Камалетдина бине Шарафетдин бин Зайнетдин аль-Стерли (1808—1890) и Хайруллы бин Габдулхабир бин Синджаб (1819—1905). Они не замыкались только на богословии; расширяя традиционную духовную учебную программу, стремились обеспечить шакирдам высокий уровень подготовки. В середины 1870-х в медресе обучалось около 200 шакирдов, в середине 1880-х — до 600, в 1913 году — 160 шакирдов.
Среди выпускников медресе Ахметша и Ахметвали Валидовы, Г. Ф. Галиев, Гусманов, И. Насыри и др.
Медресе закрылось в первые годы Советской власти (около 1919 года).
Здание медресе, которое ныне располагается по адресу ул.Советская, д. 80, является памятником архитектуры.

## Мударрисы
Ш. З. Нагаев, К. Ш. Нагаев, Х. Хабиров, Г. К. Нагаев.